# Едмундо (фудбалер)
Едмундо (2. април 1971) бразилски је фудбалер.

## Каријера
Током каријере је играо за Васко да Гама, Палмеирас, Коринтијанс Паулиста, Фјорентина и многе друге клубове.

## Репрезентација
За репрезентацију Бразила дебитовао је 1992. године. Наступао је на Светском првенству (1998) с бразилском селекцијом. За тај тим је одиграо 37 утакмица и постигао 10 голова.

## Статистика
| Бразил | Бразил  | Бразил |
| Година | Наступи | Голови |
| ------ | ------- | ------ |
| 1992.  | 4       | 1      |
| 1993.  | 5       | 1      |
| 1994.  | 0       | 0      |
| 1995.  | 12      | 5      |
| 1996.  | 1       | 0      |
| 1997.  | 5       | 2      |
| 1998.  | 8       | 1      |
| 1999.  | 0       | 0      |
| 2000.  | 2       | 0      |
| Укупно | 37      | 10     |